# Bukvik
Bukvik falu (1971-ig Bukvik–Blatni Lug) Horvátországban Verőce-Drávamente megyében. Közigazgatásilag Csacsincéhez tartozik.

## Fekvése
Verőcétől légvonalban 46, közúton 54 km-re délkeletre, községközpontjától 4 km-re délre Szlavónia középső részén, a Papuk-hegység északi részén, a Krivaja-patak völgyében fekszik.

## Története
A település a 19. század végén keletkezett a Krivaja-patak völgyében, Donja Pištana északi, Krivaja nevű határrészén. 1910-ben 215 lakosa volt. 1910-ben a népszámlálás adatai szerint lakosságának 79%-a horvát, 18%-a szerb anyanyelvű volt. Verőce vármegye Nekcsei járásának része volt. Az első világháború után 1918-ban az új szerb-horvát-szlovén állam, majd később (1929-ben) Jugoszlávia része lett. 1991-ben lakosságának 97%-a horvát nemzetiségű volt. 2011-ben 199 lakosa volt.

## Lakossága
| Lakosság változása | Lakosság változása | Lakosság változása | Lakosság változása | Lakosság változása | Lakosság változása | Lakosság változása | Lakosság változása | Lakosság változása | Lakosság változása | Lakosság változása | Lakosság változása | Lakosság változása | Lakosság változása | Lakosság változása | Lakosság változása |
| ------------------ | ------------------ | ------------------ | ------------------ | ------------------ | ------------------ | ------------------ | ------------------ | ------------------ | ------------------ | ------------------ | ------------------ | ------------------ | ------------------ | ------------------ | ------------------ |
| 1857               | 1869               | 1880               | 1890               | 1900               | 1910               | 1921               | 1931               | 1948               | 1953               | 1961               | 1971               | 1981               | 1991               | 2001               | 2011               |
| 0                  | 0                  | 0                  | 0                  | 0                  | 215                | 11                 | 292                | 563                | 613                | 629                | 481                | 373                | 301                | 249                | 199                |

(1931-ig településrészként.)

## Sport
A BK „Paklenica” Bukvik bocsaklubot 1998-ban alapították.